# Горчаков Олексій Кузьмич
Олексій Кузьмич Горчаков (нар. 20 жовтня 1908, місто Москва, тепер Російська Федерація — загинув 11 вересня 1974) — радянський державний діяч, завідувач секретаріату голови Ради Міністрів СРСР Олексія Косигіна. Член Центральної Ревізійної Комісії КПРС у 1971—1974 роках.

## Життєпис
У 1927—1930 роках — нормувальник текстильної фабрики в Московській губернії.
У жовтні 1930—1931 роках — у Червоній армії.
У 1931—1939 роках — завідувач сектора, начальник цеху Московського текстильного комбінату «Трехгорная мануфактура» імені Дзержинського.
Член ВКП(б) з 1939 року.
У 1939—1964 роках — на керівній адміністративній роботі в апараті Ради народних комісарів СРСР, в Міністерстві легкої і харчової промисловості СРСР, Держплані СРСР, в апараті Ради міністрів СРСР. Був помічником (завідувачем секретаріату) Олексія Косигіна.
У 1956 році закінчив заочно Вищу партійну школу при ЦК КПРС.
У жовтні 1964 — 11 вересня 1974 року — завідувач секретаріату голови Ради Міністрів СРСР Олексія Косигіна.
Загинув у автомобільній катастрофі 11 вересня 1974 року. Похований на Новодівочому цвинтарі Москви.

## Нагороди
- орден Леніна
- орден Трудового Червоного Прапора (22.01.1944)
- орден Червоної Зірки (13.09.1945)
- орден «Знак Пошани» (9.01.1943)
- медаль «За оборону Москви»
- медаль «За оборону Ленінграда»
- медалі